# Chiesa di Santa Maria dei Greci (Agrigento)

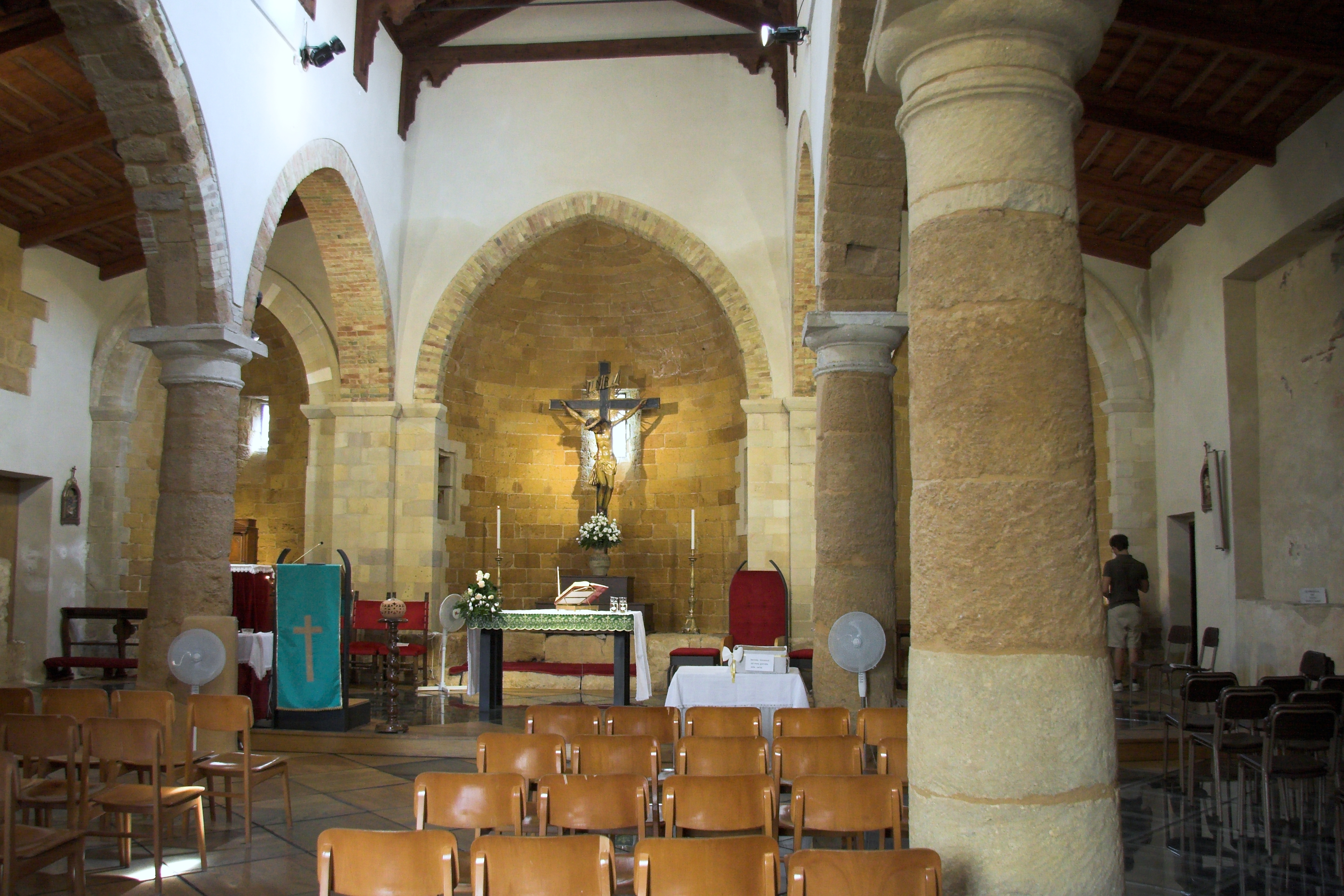
L'interno

La chiesa di Santa Maria dei Greci è un'architettura religiosa di Agrigento, comune italiano capoluogo di provincia in Sicilia.
L'antica cattedrale di rito greco-bizantino è stata costruita nel 1200 sui resti di un antico tempio dorico, da alcuni studiosi identificato con il tempio di Atena Lindia e Zeus Atabyrios di cui parla Polibio e presenta sulla facciata un portale in stile gotico chiaramontano.